# Lepidobotryaceae
Lepidobotryaceae је фамилија дикотиледоних биљака из реда Celastrales. Обухвата 2 рода са по једном врстом. Фамилија је распрострањења у тропским областима западне Африке, Средње и Јужне Америке.